# Пепония (дем Горуша)
Пепония или Лая (на гръцки: Πεπονιά; до 1927 година: Λάη, Лаи), е село в Република Гърция, дем Горуша (Войо) в област Западна Македония.

## География
Селото е разположено на 600 m надморска височина, на 3 km югозападно от демовия център град Неаполи (Ляпчища, Населич). Землището му се простира по десния (югозападен) бряг на река Бистрица.

## История

### В Османската империя
В края на ХІХ век Лая е мюсюлманско гръкоезично село в Населишката каза на Османската империя. Според Васил Кънчов в 1900 година в Лая живеят 300 валахади (гръкоезични мохамедани).
На Етнографската карта на Битолския вилает на Картографския институт в София от 1901 година Лая е чисто гръцко село в казата Населица на Серфидженския санджак с 80 къщи.
Според статистика на Серфидженския санджак на гръцкото консулство в Еласона от 1904 година в Лай (Λάη), Населишка каза, живеят 360 валахади.

### В Гърция
През Балканската война в 1912 година в селото влизат гръцки части и след Междусъюзническата в 1913 година Лая остава в Гърция. През 1913 година при първото преброяване от новата власт в Λάη са регистрирани 321 жители.
В средата на 20-те години населението на селото е изселено в Турция по силата на Лозанския договор и на негово място са заселени понтийски гърци бежанци от Турция. В 1928 година то е представено като изцяло бежанско село с 88 семейства и 323 жители.
В 1927 година името на селото е сменено на Пепония.
Населението традиционно произвежда жито, тютюн и други земеделски продукти, като се занимава и със скотовъдство.
Църквата „Света Варвара“ е изградена след 1950 година.
| Година    | 1913 | 1920 | 1928 | 1940 | 1951 | 1961 | 1971 | 1981 | 1991 | 2001 | 2011 | 2021 |
| --------- | ---- | ---- | ---- | ---- | ---- | ---- | ---- | ---- | ---- | ---- | ---- | ---- |
| Население | 321  | 312  | 338  | 446  | 363  | 382  | 242  | 215  | 164  | 130  | 70   | 48   |